# Bokaro (stad)
Bokāro är en ort i Indien.   Den ligger i distriktet Bokaro och delstaten Jharkhand, i den östra delen av landet, 1 000 km sydost om huvudstaden New Delhi. Bokāro ligger 242 meter över havet och antalet invånare är 39 305.
Terrängen runt Bokāro är lite kuperad. Runt Bokāro är det tätbefolkat, med 591 invånare per kvadratkilometer. Bokāro är det största samhället i trakten. Trakten runt Bokāro består till största delen av jordbruksmark.